# Altai Trucks
Altai Trucks — серия средне- и крупнотоннажных грузовых автомобилей полной массой от 3,5 до 50 тонн, выпускающихся с 2024 года новгородской компанией «Кистоун Авто».

## Описание
Автомобили Altai Trucks являются лицензионными клонами автомобилей Hubei Sanjiang Space Wanshan Special Vehicle. Их полная масса варьируется от 3,5 до 50 тонн. Существуют как заднеприводные, так и полноприводные модели. Автомобили имеют две, три или четыре оси.
Презентация автомобилей намечена на декабрь 2024 года на выставке Comtrans, а продажи намечены на май 2025 года. Ранее автомобили планировалось выпускать под названием Altai в 2009 году, однако проект был заморожен.

## Модельный ряд
- Altai Corbu — шасси полной массой от 20 до 38 тонн с колёсными формулами, соответственно, 4×4 и 6×6. Оснащаются двигателями Weichai мощностью, соответственно, 270 л. с. (Евро-5) и 430 л. с.[10]
- Altai Multa — шасси полной массой 20 тонн.
- Altai Argut — шасси полной массой 12 тонн[11].

### Оригинальные названия
- WS3254GA — шасси полной массой от 25 до 31 тонны с колёсными формулами 6×2 и 6×4 и двигателями мощностью 375—460 л. с.[12]
- WS3311G1A — шасси полной массой от 47 до 49 тонн с колёсной формулой 8×4 и двигателем мощностью 460 л. с.[13]
- WS1075GJA1 — шасси полной массой 9 тонн с колёсной формулой 4×2 и двигателем мощностью 165 л. с.[14]
- WS1200GJBG2B — шасси полной массой 20 тонн с колёсной формулой 4×2 и двигателем мощностью 270 л. с.[15]
- WS2201GJB — шасси от 20 до 27 тонн с колёсными формулами 4×4 и 6×6 и двигателями мощностью 270—550 л. с.[16]
- WS1120GJBG1B — шасси полной массой 12 тонн с колёсной формулой 4×2 и двигателем мощностью 165 л. с.[17]